# 1. Sinfonie (Rachmaninow)
Die Sinfonie Nr. 1 d-Moll op. 13 ist eine Sinfonie von Sergei Wassiljewitsch Rachmaninow.

## Entstehung und Einordnung
„Mein ist die Rache, ich werde vergelten, spricht der Herr“ (Röm 12,19 ) lautet das biblische Epigramm, das Sergei Rachmaninow über sein erstes großes Werk schrieb und das auch Leo Tolstois (1828–1910) Roman Anna Karenina einleitet. Seit Januar 1895 hatte der junge Rachmaninow an den Entwürfen zu seiner ersten Sinfonie gearbeitet und war bereits Anfang 1896 so weit, die Feinschliffe vorzunehmen. Gewidmet ist das Werk „A. L.“, vermutlich einem Zigeunermädchen namens Anna Lodizhenskaja (interessant ist die Parallele zwischen Tolstois Buchtitel, den Initialen „A. L.“ und der biblischen Überschrift). Alexander Glasunow hatte sich bereit erklärt, in St. Petersburg die Uraufführung des Werkes zu dirigieren, in das Rachmaninow alles an Erwartungen und Arbeit gesteckt hatte: seine erste Sinfonie in d-Moll, op. 13. Sie könnte als das letzte Werk der jugendlichen Schaffensperiode Sergei Rachmaninows gelten.

## Aufbau

### Besetzung
Drei Flöten (davon eine auch Piccoloflöte), zwei Oboen, zwei Klarinetten in B♭, zwei Fagotte, vier Waldhörner in F, drei Trompeten in B♭, drei Posaunen, Tuba, Pauken, Becken, Große Trommel (im ersten, zweiten und vierten Satz), Triangel (im zweiten und vierten Satz), Kleine Trommel, Tamburin, Tam-tam (im vierten Satz) und Streichinstrumente.

### Satzbezeichnungen
- Grave – Allegro ma non troppo
- Allegro animato
- Larghetto
- Allegro con fuoco

### Analyse
Die vier – vor allem durch Dies irae – thematisch eng verklammerten Sätze bilden ein rund 45-minütiges Werk in typisch spätromantischer Orchesterbesetzung (inkl. Tam-tam) und nicht zu unterschätzender Aufführungsschwierigkeit. Die Themen haben ihre Herkunft teilweise in der Zigeunermusik; Rachmaninows lyrischer, temperamentvoller und leidenschaftlicher Personalstil ist jedoch unverkennbar. „Grandiose“ Stellen bzw. Thematik befinden sich vor allem in den beiden Ecksätzen; die beiden Mittelsätze weisen besonders auf Rachmaninows sich entwickelnden Sinn für Kontrapunktik und Polyphonie, ebenso wie auf seine lyrische Kreativität hin.

## Wirkung

### Die Uraufführung und ihre Folgen
Die Premiere der Ersten Symphonie am Abend des 15. März 1897 geriet zum Fiasko. Es wurde überliefert, Rachmaninow sei nach der Aufführung aus dem Theater gerannt und ziellos in den Boulevards auf und ab gelaufen. Der Kritiker César Cui veröffentlichte am 29. März 1897 seine vernichtende Rezension des Konzerts: „… Wenn es in der Hölle einen Konzertsaal gäbe und man beauftragte einen Komponisten, eine Symphonie über die Plagen Ägyptens zu schreiben, dann würde dieses neue Werk dem Auftrag in idealer Weise entsprechen …“ (er bezog sich damit auf die auf ihn als solche wirkende Ansammlung von Dissonanzen, die wohl eher auf die Leitung Glasunows zurückzuführen sein dürfte – Rachmaninows Frau beschuldigte Glasunow später, die Uraufführung betrunken geleitet zu haben). Die Folge waren tiefe Depressionen und eine damit verbundene Schaffenskrise, die Rachmaninow dazu bewog, drei Jahre lang lediglich als Pianist aufzutreten und sich jeglicher kompositorischer Arbeit zu enthalten. Anklänge des von Rachmaninow häufig verwendeten Dies-irae-Motivs, vor allem aber Andeutungen in Form der ersten vier Töne (mit entsprechenden Intervallen) sind im Opus 13 enthalten. Der Griff zum Dies irae-Motiv entsprang hier vermutlich eher jugendlicher (oder, falls er innerlich schon soweit gereift war, [aus heutiger Sicht] „romantischer“) Faszination für das Thema Tod und weniger tiefen Depressionen, wie es möglicherweise bei späteren Dies-irae-Imitationen der Fall war. Durch die Katastrophe der Uraufführung beschreibt die erste Sinfonie eine Art Wendepunkt in Rachmaninows (Gemüts-)Leben, gilt sie doch als eine der möglichen Ursachen für seine spätere, lebenslang anhaltende Melancholie.

### Heutige Situation
Das Werk ist bis heute vergleichsweise unbekannt, da es erst 1945 unter Alexander Gauk zur Wiederaufführung kam (Rachmaninow hatte nach der Uraufführung jegliche Aufführungen verboten; die Partitur wurde anhand seiner Transkription für Klavier zu vier Händen und einzelner Stimmauszüge rekonstruiert). Cuis Vorwurf bezüglich der „Dissonanzen“ ist ungerechtfertigt, wie beispielsweise die Aufnahmen von Wladimir Ashkenazy (DECCA) oder Mariss Jansons (EMI) beweisen. Verglichen mit der viel später entstandenen zweiten Sinfonie merkt man der Ersten ihren jugendlichen Charakter deutlich an: während die Zweite für ihre weit gespannte Phrasierung, langen Melodiebögen, die gekonnte Verwebung einzelner Abschnitte und ihre Polyphonie bekannt ist, wirkt die Erste aufgrund ihrer episodenhaft auftretenden Themeneinsätze eher wie das Jugendwerk eines talentierten, aber noch reifenden Künstlers und wird deshalb auch als „Jugendsinfonie“ bezeichnet. Die Erste reicht zwar an künstlerischer Reife und kompositorischer Fertigkeit an die Zweite nicht heran, hat aber durchaus ihre Reize und dürfte nach mehrmaligem Hören vor allem die Liebhaber des „bombastischen“ und rhythmisch mitreißenden Rachmaninow ansprechen.